# 上原由恵
上原 由恵（うえはら よしえ、1959年4月6日 - 2013年6月18日）は、日本の女優。宮崎県出身。希楽星所属。

## 出演

### テレビドラマ
- 大江戸捜査網 第567話「女郎花恋歌 逃亡の昼と夜」（1982年） - おみよ 役
- 連続テレビ小説ゲゲゲの女房 #6（2010年、NHK） - 浅井春代
- コールセンターの恋人 #1（2009年、テレビ朝日）
- 働きマン （2007年、日本テレビ） - 書店店長
- 山おんな壁おんな （2007年、フジテレビ） - おばさん
- 受験の神様 （2007年、日本テレビ） - セレブ
- LIAR GAME（2007年、フジテレビ） - 旧友の女性
- 密会の宿（2003年-2009年、テレビ東京） - 岡野珠子 役
- スイッチを押すとき （2006年） - 小暮公子
- 翼の折れた天使たち - 女医
- 渡る世間は鬼ばかり - 美容師
- 時効警察（2006年、テレビ朝日）
- 危険なアネキ（2005年、フジテレビ）
- 牙狼<GARO>#6（2005年、テレビ東京）
- 土曜ワイド劇場ユニット（2006年、テレビ朝日）
- 連続テレビ小説わかば（2004年、NHK） - 谷八重 役
- 土曜ワイド劇場家政婦は見た23（2004年、テレビ朝日）
- 桜咲くまで（2004年、TBS）
- 幸福の王子（2003年、日本テレビ） - 則子の母 役
- ぼくの魔法使い（2003年、日本テレビ）
- 元カレ（2003年、TBS）
- 眠れぬ夜を抱いて（2002年、テレビ朝日）
- 怪談新耳袋『妹の部屋』（2003年、TBS） - 安藤美佐枝 役
- はるちゃん5（2002年、TBS） - シズコ
- 顔（2003年、フジテレビ）
- 恋するトップレディ（2002年、フジテレビ）
- ここだけの話『ロト』（2001年テレビ朝日）
- 火曜サスペンス劇場取調室9（1998年、テレビ朝日）
- TEAM Special（1999年、フジテレビ）
- 土曜ワイド劇場菊次郎とさき（2001年、テレビ朝日）
- 億万長者と結婚する方法（2000年、日本テレビ）
- 温泉へ行こう2
- 天使が消えた街
- リミット もしも、わが子が…
- 小京都ミステリー23（1998年） - 樺島ユキ
- P.S. 元気です、俊平（1999年、TBS）
- てっぺん
- あぶない放課後
- ラビリンス
- 美少女H2
- 板橋マダムス
- GTO（1998年、フジテレビ）
- ピュア（1996年、フジテレビ）
- ショムニ（1998年、フジテレビ）
- ガラスの仮面2（1998年、テレビ朝日）
- 連続テレビ小説あぐり（1997年、NHK）
- 恋はあせらず
- 名探偵保健室のオバさん（1997年、テレビ朝日）
- Friends
- こたえてちょーだい!（フジテレビ）番組内再現ドラマ
- 大切なことはすべて君が教えてくれた
- 火曜サスペンス劇場 新任判事補2（1995年、日本テレビ） - 美和 役
- 月曜ミステリー劇場 世直し公務員ザ・公証人（2002年、TBS）
- 月曜ミステリー劇場 弁護士迫まり子の遺言作成ファイル2（2000年、TBS）

### 映画
- 生きてるうちが花なのよ死んだらそれまでよ党宣言（第7回ヨコハマ映画祭 最優秀新人賞受賞） - アイコ 役
- ニワトリはハダシだ（2004年11月13日公開、ザナドゥー） - 相田愛子 役
- 座頭市
- 美味しんぼ
- ラブ・レター
- 釣りバカ日誌5
- ペコロスの母に会いに行く（2013年）

## 方言指導
- わかば

## WEB
- その男俳句探偵575